# Pizzoccheri

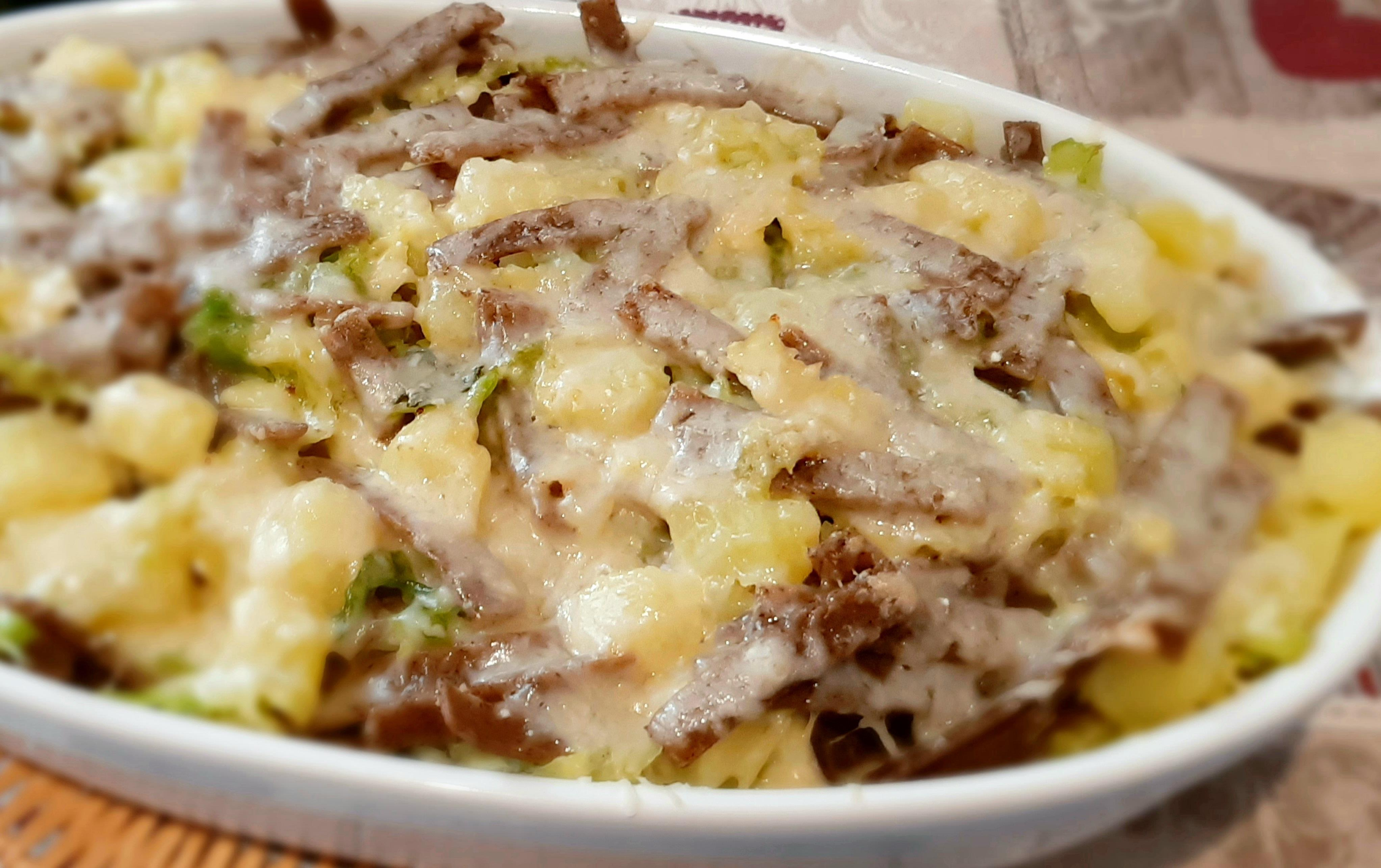

O Pizzoccheri são reconhecidos como um tipo de produto de massas alimentícias tradicionais de Valtellina, região de Teglio.
Trata-se de um tipo de tagliatelle com espessura de 2 ou 3 mm, largo 1 cm e longo 7 cm, obtido de uma massa preparada com 2 terços de farinha de trigo sarraceno, o que denota a coloração acinzentada, e um terço de farinha de trigo.
Tradicionalmente, juntamente com Pizzoccheri, é um bom costume usar Pesteda, uma receita de pimenta preta e ervas de montanha que realça o sabor e a intensidade.
Outra especialidade são os pizzocheri de Chiavenna, que são uma variedade do nhoque, preparados com farinha de trigo e pão seco molhado no leite.